# Franz Beyerle
Franz Nikolaus Sales Beyerle (voller Name Franz Sales Nikolaus Beyerle, * 30. Januar 1885 in Konstanz; † 22. Oktober 1977 in Wangen bei Radolfzell) war ein deutscher Jurist und Rechtshistoriker.

## Leben
Franz Beyerle stammte aus einer katholischen Juristenfamilie. Sein Vater, der Konstanzer Rechtsanwalt Karl Beyerle, war in verschiedenen katholischen Parteien tätig. Sein Bruder ist der Rechtswissenschaftler und Zentrumspolitiker Konrad Beyerle, seine Schwester die Pädagogin und Politikerin Maria Beyerle. Er war seit 1928 verheiratet mit Erika Maria, geb. Joswich; aus der Ehe stammen drei Söhne, darunter Hatto Beyerle (Bratschist und Dirigent) und Burkhart Beyerle (bildender Künstler).
Nach dem Besuch des Konstanzer Humanistischen Gymnasiums ging er von 1898 bis 1902 auf die Klosterschule Seckau/Steiermark; er machte 1903 als Externer sein Abitur. Dann studierte er Rechtswissenschaften an der Universität Breslau und ab 1905 an der Universität Freiburg. 1905 trat er aus der katholischen Kirche aus („Germanischer Heide“). 1907 schloss er sein Studium an der Universität Göttingen ab. 1907 legte er seine Staatsprüfung in Freiburg im Breisgau ab und wurde Rechtspraktikant in Konstanz. 1910 wurde er an der Göttinger Universität bei Ferdinand Frensdorff promoviert. 1913 habilitierte er sich in Jena bei Karl Rauch. Nach freiwilligem Kriegsdienst wurde er 1915 verwundet (Versteifung des rechten Beines).
Franz Beyerle lehrte bereits ab 1913 als Privatdozent an der Universität Jena; 1917 wurde er dort zum außerordentlichen Professor ernannt. 1918 erhielt er einen Ruf an die Universität Basel in Nachfolge von Hans Planitz und Eckard Meister. 1929 wechselte er an die Universität Greifswald, 1930 an die Universität Frankfurt am Main, 1934 an die Universität Leipzig und 1938 an die Universität Freiburg als Nachfolger von Walther Merk. 1941 wurde er korrespondierendes Mitglied der Heidelberger Akademie der Wissenschaften. 1953 wurde er in Freiburg emeritiert, sein Nachfolger wurde Hans Thieme.
Beyerle vertrat in Lehre und Forschung die deutsche Rechtsgeschichte, Privatrecht, bürgerliches Recht, deutsches bürgerliches Recht, deutsches Recht und seine Geschichte.
Er war Vorsitzender einer Spruchkammer der Entnazifizierungskommission, obwohl er 1933 dem NS-Juristenbund beigetreten war. 1955 wurde er mit der Ehrendoktorwürde Dr. phil. h. c. der Universität Frankfurt am Main ausgezeichnet. 1963 ernannte ihn der Verein für Geschichte des Bodensees und seiner Umgebung zum Ehrenmitglied.

## Schriften (Auswahl)
- Untersuchungen zur Geschichte des älteren Stadtrechts von Freiburg i. Br. und Villingen a. Schw. (= Deutschrechtliche Beiträge. Bd. 5, H. 1, ZDB-ID 510524-9). Winter, Heidelberg 1910 (Teilweise zugleich: Göttingen, Universität, Dissertation, 1910).
- Die Beweisverteilung im gerichtlichen Sühneverfahren der Volksrechte. Winter, Heidelberg 1913 (Zugleich: Jena, Universität, Habilitations-Schrift, 1913).
- Das Entwicklungsproblem im germanischen Rechtsgang (= Sühne, Rache und Preisgabe in ihrer Beziehung zum Strafprozeß der Volksrechte. H. 1 = Deutschrechtliche Beiträge. Bd. 10, H. 2). Winter, Heidelberg 1915.
- als Herausgeber und Beiträger: Die Kultur der Abtei Reichenau. Erinnerungsschrift zur zwölfhundertsten Wiederkehr des Gründungsjahres des Inselklosters 724–1924. 2 Halbbände. Verlag der Münchner Drucke, München 1925 (Neudruck. Scientia-Verlag, Aalen 1970, ISBN 3-511-02491-9 (Halbbd. 1), ISBN 3-511-02492-7 (Halbbd. 2)).
- Die Grundherrschaft der Reichenau. In: Konrad Beyerle (Hrsg.): Die Kultur der Abtei Reichenau. Erinnerungsschrift zur zwölfhundertsten Wiederkehr des Gründungsjahres des Inselklosters 724–1924. Halbbd. 1. Verlag der Münchner Drucke, München 1925, S. 452–512 (Neudruck. Scientia-Verlag, Aalen 1970, ISBN 3-511-02491-9 (Halbbd. 1), ISBN 3-511-02492-7 (Halbbd. 2)).
- Der Ursprung der Bürgschaft. Ein Deutungsversuch vom germanischen Rechte her. In: Zeitschrift der Savigny-Stiftung für Rechtsgeschichte. Germanistische Abteilung. Bd. 67, 1927, S. 567–645 (Unveränderter reprografischer Nachdruck (= Libelli. Bd. 232, ZDB-ID 846543-5). Mit einem Vorwort zum Nachdruck von Hans-Rudolf Hagemann. Wissenschaftliche Buchgesellschaft, Darmstadt 1971).
- Die Treuhand im Grundriß des deutschen Privatrechts. Böhlau, Weimar 1932.
- als Herausgeber: Gesetze der Burgunden (= Germanenrechte. Texte und Übersetzungen. Bd. 10, ZDB-ID 1029124-6). Böhlau, Weimar 1936.
- als Herausgeber: Die Gesetze der Langobarden (= Germanenrechte. Texte und Übersetzungen. Bd. 3). Böhlau, Weimar 1947 (Photomechanische Neuausgabe. Deutschrechtlicher Instituts-Verlag, Witzenhausen 1962).
- als Herausgeber mit Rudolf Buchner: Lex Ribvaria (= Monumenta Germaniae Historica. Leges. Abt. 2: Leges nationum Germanicarum. Bd. 3, Tl. 2, ISSN 0343-0839). Hahn, Hannover 1954 (Digitalisat).